# Gilletianus miksici
Gilletianus miksici är en skalbaggsart som beskrevs av Vladimir Balthasar 1960. Gilletianus miksici ingår i släktet Gilletianus och familjen Aphodiidae. Inga underarter finns listade i Catalogue of Life.